# Drużynowe Mistrzostwa Polski na Żużlu 1993
Drużynowe Mistrzostwa Polski na Żużlu 1993 – 46. edycja drużynowych mistrzostw Polski, organizowanych przez Polski Związek Motorowy (PZM). W sezonie 1993, do rozgrywek pierwszej ligi przystąpiło dziesięć zespołów, natomiast w drugiej lidze walczyło jedenaście drużyn.
Zwycięzca najwyższej klasy rozgrywkowej (I Ligi) zostaje Drużynowym Mistrzem Polski na Żużlu w sezonie 1993. Obrońcą tytułu z poprzedniego sezonu jest Polonia Bydgoszcz. W tym roku triumfowała Sparta Polsat Wrocław.

## Pierwsza Liga
| Poz. | Klub                        | Pkt. | Z  | R | P  | +/−  |
| ---- | --------------------------- | ---- | -- | - | -- | ---- |
| 1    | Sparta Polsat Wrocław       | 28   | 14 | 0 | 4  | +191 |
| 2    | Polonia Jutrzenka Bydgoszcz | 22   | 11 | 0 | 7  | +148 |
| 3    | Apator Elektrim Toruń       | 22   | 11 | 0 | 7  | +118 |
| 4    | Stal Farbpol Gorzów         | 20   | 10 | 0 | 8  | +62  |
| 5    | Motor Lublin                | 18   | 9  | 0 | 9  | +5   |
| 6    | Morawski Zielona Góra       | 18   | 9  | 0 | 9  | –66  |
| 7    | Unia Leszno                 | 14   | 7  | 0 | 11 | –74  |
| 8    | Unia Tarnów                 | 14   | 7  | 0 | 11 | –84  |
| 9    | ROW Rybnik                  | 12   | 6  | 0 | 12 | –137 |
| 10   | Stal Rzeszów                | 12   | 6  | 0 | 12 | –163 |

## Druga Liga
| Poz. | Klub                        | Pkt.                        | Z                           | R                           | P                           | +/−                         |
| ---- | --------------------------- | --------------------------- | --------------------------- | --------------------------- | --------------------------- | --------------------------- |
| 1    | Wybrzeże Rafineria Gdańsk   | 29                          | 14                          | 1                           | 3                           | +339                        |
| 2    | Włókniarz Częstochowa       | 28                          | 14                          | 0                           | 4                           | +111                        |
| 3    | Polonia Piła                | 23                          | 11                          | 1                           | 6                           | +21                         |
| 4    | GKM Grudziądz               | 22                          | 10                          | 2                           | 6                           | +76                         |
| 5    | Start Gniezno               | 22                          | 11                          | 0                           | 7                           | +74                         |
| 6    | Iskra Ostrów                | 18                          | 9                           | 0                           | 9                           | –43                         |
| 7    | Wanda Realbud Kraków        | 14                          | 7                           | 0                           | 11                          | –27                         |
| 8    | KKŻ Krosno                  | 12                          | 6                           | 0                           | 12                          | –71                         |
| 9    | Kolejarz Remak Opole        | 12                          | 5                           | 2                           | 11                          | –102                        |
| 10   | Śląsk Świętochłowice        | 0                           | 0                           | 0                           | 18                          | –378                        |
| 11   | Victoria – Rolnicki Machowa | Victoria – Rolnicki Machowa | Victoria – Rolnicki Machowa | Victoria – Rolnicki Machowa | Victoria – Rolnicki Machowa | Victoria – Rolnicki Machowa |